# 메건 앤 리즈
메건 앤 리즈(Megan and Liz)는 미국의 컨트리 팝 듀오이다. 쌍둥이인 메건 메이스와 엘리자베스 메이스로 이루어져 있다.